# Edward Cortez
Edward S. Cortez (* 1940/41 in Mission, Texas; † 20. September 2005 in Pomona, Kalifornien) war ein US-amerikanischer Kommunalpolitiker.
Cortez wurde in Südtexas geboren, seine Eltern waren mexikanische Landarbeiter. 1961 zog er mit seiner jungen Familie nach Kalifornien. Er ließ sich in Pomona bei Los Angeles nieder und betrieb eine Tankstelle. Cortez’ Erfahrungen mit Bandengewalt – sein ältester Sohn gehörte selbst einer Gang an – führten zur Gründung der Bürger-Selbsthilfegruppe Community Action for Peace. Zudem ging er in die Politik, ab 1987 war er Mitglied der Planungskommission von Pomona.
1993 wurde Edward Cortez zum Bürgermeister von Pomona gewählt, nachdem er noch zwei Jahre zuvor als Stadtratskandidat gescheitert war. Er besiegte Stadtrat Tomas Ursua und bekleidete als erster Latino das Bürgermeisteramt von Pomona. Cortez wurde mehrmals wiedergewählt, letztmals im November 2004. Diese bis 2008 laufende Amtsperiode konnte er jedoch nicht beenden, knapp ein Jahr nach seiner Wiederwahl starb Edward Cortez im Alter von 64 Jahren an Krebs. Mit über zwölf Jahren im Amt war Cortez der am längsten dienende Bürgermeister in der über 100-jährigen Geschichte Pomonas. Nach ihm wurde eine Schule benannt.